# Chen Hongshou

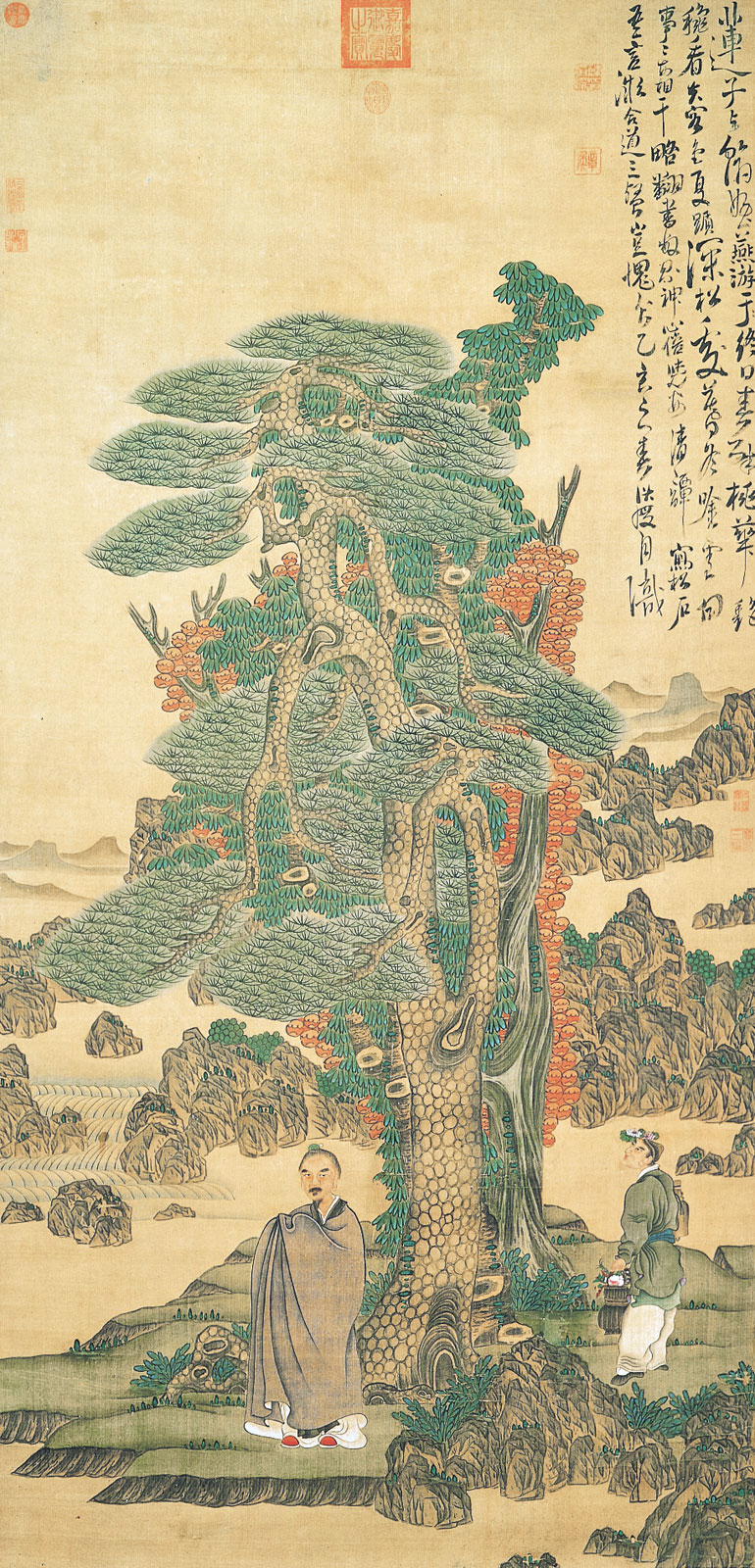

Chen Hongshou (chinês simplificado: 陈洪绶) (1598 - 1652) foi um pintor chinês do final da Dinastia Ming.